# 西岡健二
ケンジ・マナンガン・ニシオカ（Kenji Manangan Nishioka、2001年6月9日 - ）は、フィリピン・ケソン市出身のサッカー選手。フィリピン・フットボールリーグ1部・マニラ・ディガーFC所属。ポジションはMF（OMF）。日本では『西岡 健二』と表記される。

## クラブ経歴
2001年6月9日、フィリピンのマニラ首都圏内の都市ケソン市生まれ。
2008年から大宮大成スポーツ少年団、中学年代はジュニアユース・クラブ与野（埼玉県さいたま市）でプレー。
2017年、西武台高等学校に進学し、男子サッカー部に入部。3年次の2019年、全国高校総合インターハイに出場した。
2020年、西武台高校を卒業後、城西大学へ進学し体育会サッカー部に入部。2022年関東大学サッカーリーグ2部に出場した。
2024年1月11日、大学卒業後の東京都社会人サッカーリーグ1部・EDO ALL UNITEDへの入団が発表された。同年11月27日、出場機会を得られず契約満了に伴い、EDO ALL UNITEDを退団。
2025年、フィリピン・フットボールリーグ1部・マニラ・ディガーFCに移籍。第9節でPFFユースナショナルチーム戦に途中出場し、プロデビューを果たした。

## 人物
- 父はフィリピン人で、母は日本人。

## 所属クラブ
- 2008-2013年： 大宮大成スポーツ少年団
- 2014-2016年： クラブ与野
- 2017-2019年： 西武台高等学校
- 2020-2023年： 城西大学
- 2024年： EDO ALL UNITED
- 2025年- : マニラ・ディガーFC